# Steve Winwood
Steve Winwood, teljes nevén Stephen Lawrence Winwood (Handsworth, Birmingham, 1948. május 12. –) angol énekes, dalszerző és zenész, a Traffic, The Spencer Davis Group, és a Blind Faith tagja. Főleg énekes és billentyűs, de más hangszereken is játszik, például dobon, mandolinon, gitáron, basszusgitáron és szaxofonon.

## Családja
- Házastársa: Eugenia Winwood (házas. 1987), Nicole Weir (házas. 1978–1986)
- Gyermekei: Lilly Winwood, Cal Winwood, Mary-Clare Winwood, Eliza Winwood

## Ismert dalai
- Can't Find My Way Home (Blind Faith, 1969);
- Dear Mr. Fantasy (Mr. Fantasy, 1967).

## Diszkográfia

### Szólóalbumai

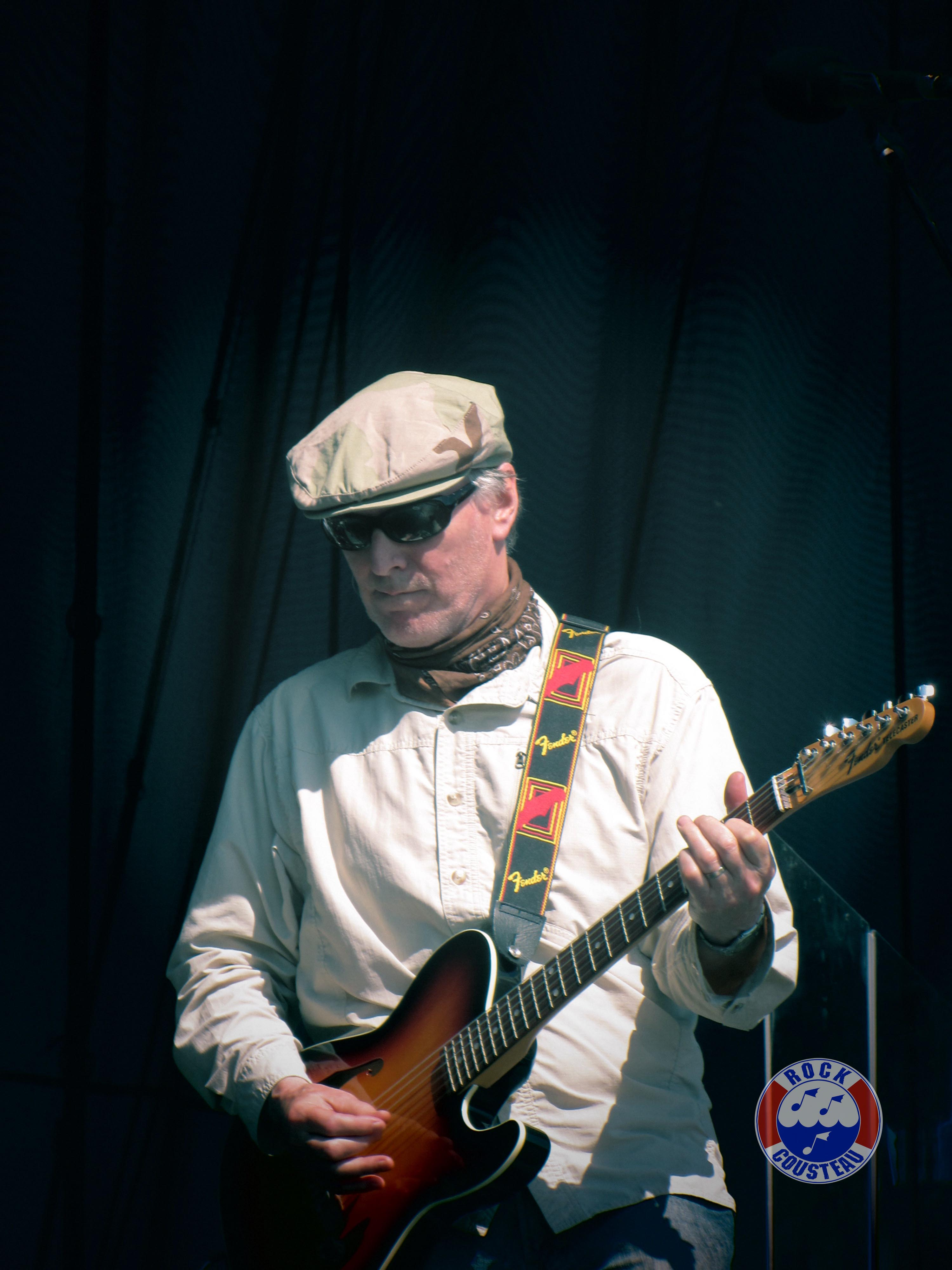
Winwood at the Hangout Music Festival, May 2012

- 1977: Steve Winwood
- 1980: Arc of a Diver
- 1982: Talking Back to the Night
- 1986: Back in the High Life
- 1988: Roll with It
- 1990: Refugees of the Heart
- 1997: Junction Seven
- 2003: About Time
- 2008: Nine Lives
- 2017: Greatest Hits Live

### Spencer Davis Group
- Their First LP (1965)
- The Second Album (1966)
- Autumn '66 (1966)

### Traffic
see Traffic discography

### Blind Faith
- 1969: Blind Faith

### Ginger Baker's Air Force
- 1970: Ginger Baker's Air Force

### Third World
- 1973: Aiye-Keta

### Go
- 1976: Go
- 1976: Go Live from Paris

### Eric Clapton/Steve Winwood
- 2009: Live from Madison Square Garden

### Session work
- The Jimi Hendrix Experience – Electric Ladyland, 1968
- Joe Cocker – "With a Little Help from My Friends", 1968
- BB King – B.B. King in London, 1971
- McDonald and Giles – McDonald and Giles, 1971
- Jimi Hendrix – The Cry of Love, 1971
- Howlin' Wolf – The London Howlin' Wolf Sessions, 1971
- Shawn Phillips – Faces, 1972 – Organ on Parisien Plight II
- London Symphony Orchestra – Tommy – As Performed by the London Symphony Orchestra & Chamber Choir, 1972
- Jim Capaldi – Oh How We Danced, 1972
- Eddie Harris – E.H. in the U.K. (Atlantic), 1973 With Chris Squire, Alan White and Tony Kaye
- Lou Reed – Berlin, 1973
- John Martyn – Inside Out, 1973
- Jim Capaldi – Whale Meat Again, 1974
- Robert Palmer – Sneakin' Sally Through the Alley, 1974
- Vivian Stanshall – Men Opening Umbrellas Ahead, 1974
- Jim Capaldi – Short Cut Draw Blood, 1975
- Jade Warrior – Waves, 1975
- Toots & the Maytals – Reggae Got Soul, 1976
- Sandy Denny – Rendezvous, 1977
- John Martyn – One World, 1977
- Pierre Moerlen's Gong – Downwind, 1978
- Vivian Stanshall – Sir Henry at Rawlinson End, 1978
- Jim Capaldi – Daughter of the Night, 1978
- George Harrison – George Harrison, 1979
- Marianne Faithfull – Broken English, 1979
- Jim Capaldi – The Sweet Smell of... Success, 1980
- Jim Capaldi – Let the Thunder Cry, 1981
- Marianne Faithfull – Dangerous Acquaintances, 1981
- Jim Capaldi – Fierce Heart, 1983
- David Gilmour – About Face, 1984[7]
- Christine McVie – Christine McVie, 1984
- Billy Joel – The Bridge, 1986
- Dave Mason – Two Hearts, 1987
- Talk Talk – The Colour of Spring, 1986
- Jim Capaldi – Some Come Running, 1988
- Jimmy Buffett – "My Barracuda", 1988
- Phil Collins – ...But Seriously, 1989
- Soulsister – Heat, 1990
- Davy Spillane – A Place Among The Stones, 1994
- Paul Weller – Stanley Road, 1995
- Kathy Troccoli – Corner of Eden, 1998
- Eric Prydz - Call On Me
- Eric Clapton – Back Home, 2005
- Eric Clapton – Clapton, 2010
- Slash – Hey Joe Rock N' Roll Hall of Fame, 2010
- Miranda Lambert – Four the Record, 2011
- Eric Clapton – Old Sock, 2013
- Gov’t Mule – Shout!, 2013

## Képgaléria

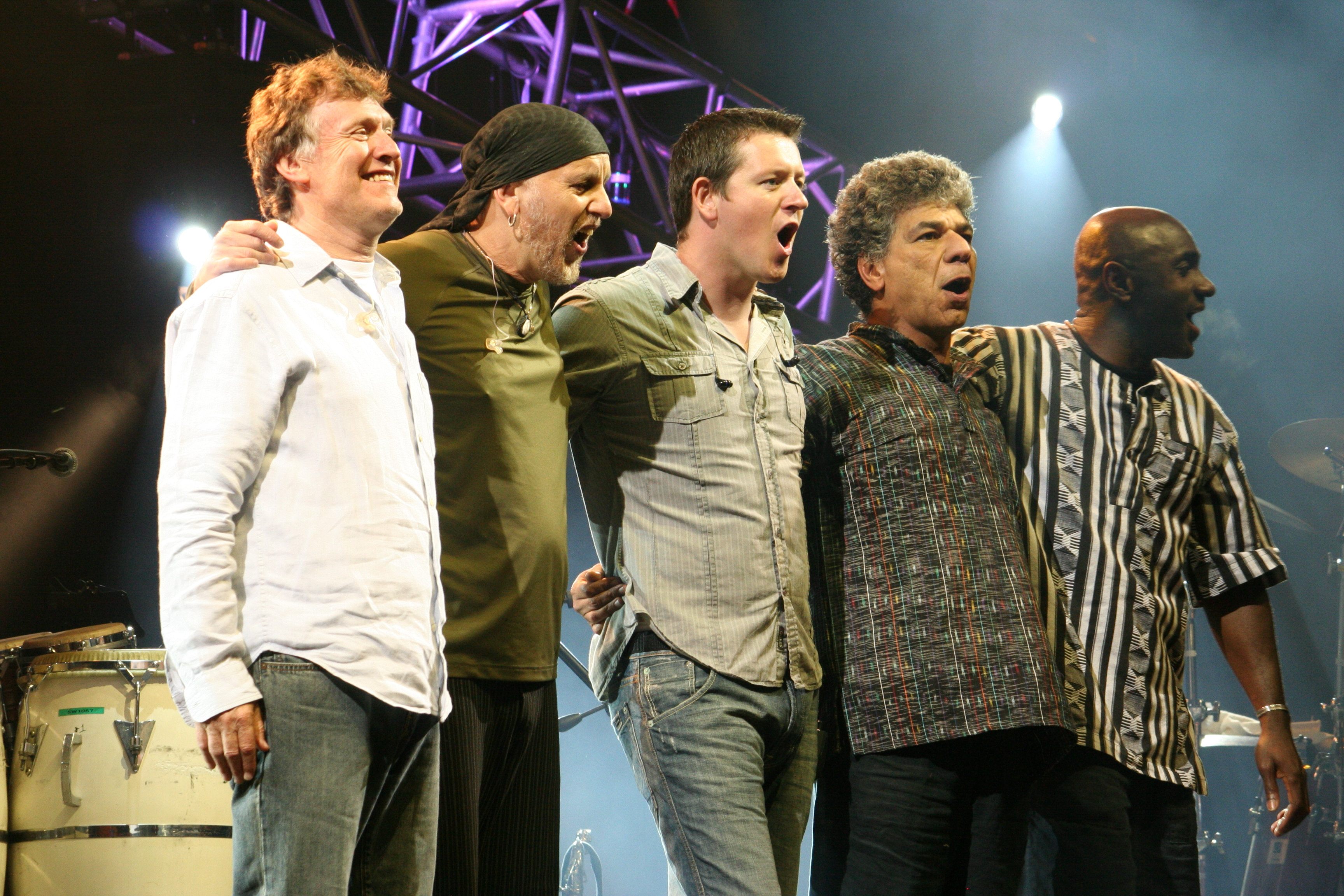
Steve Winwood Band
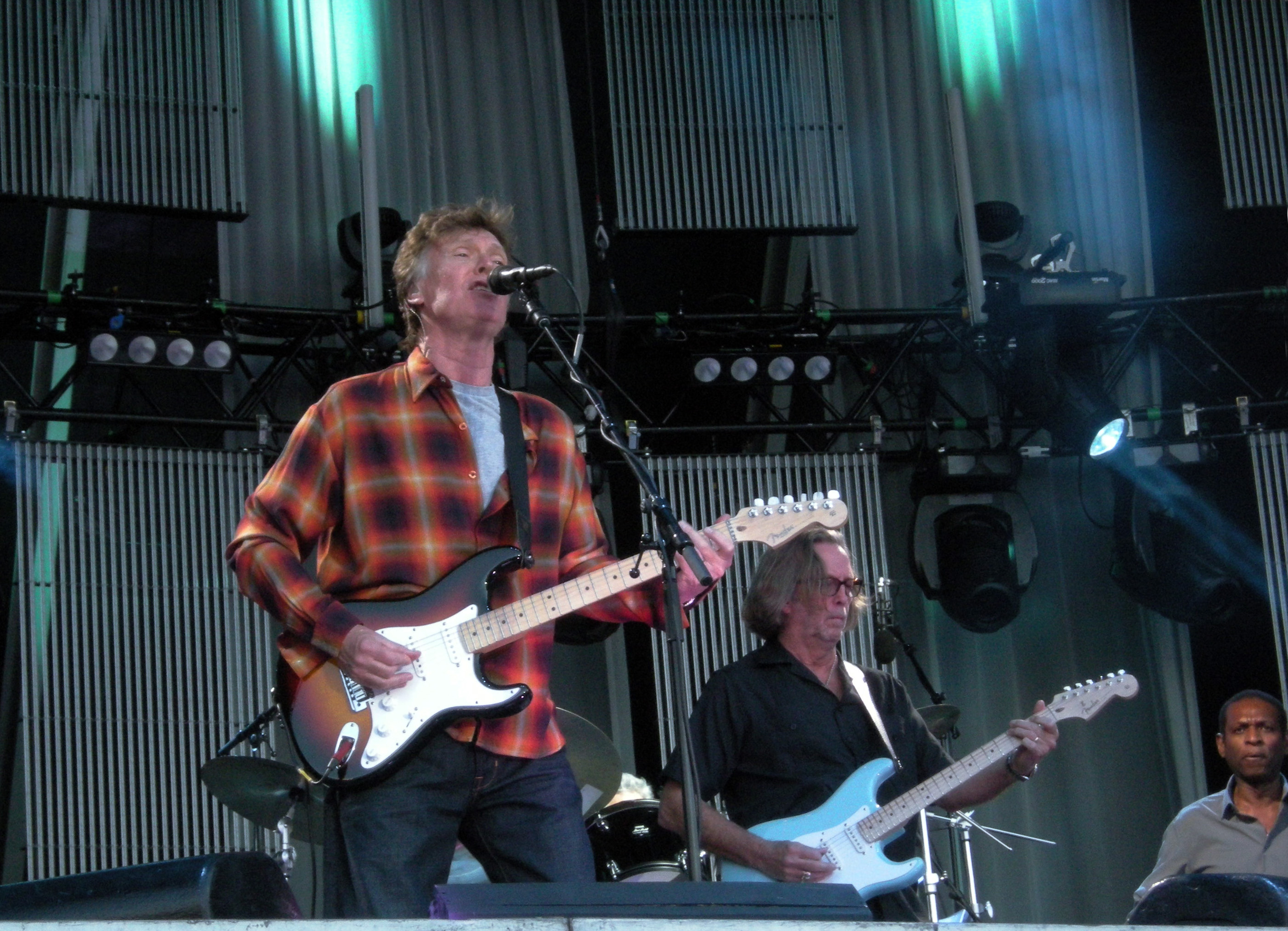
Münchenben 2010-ben
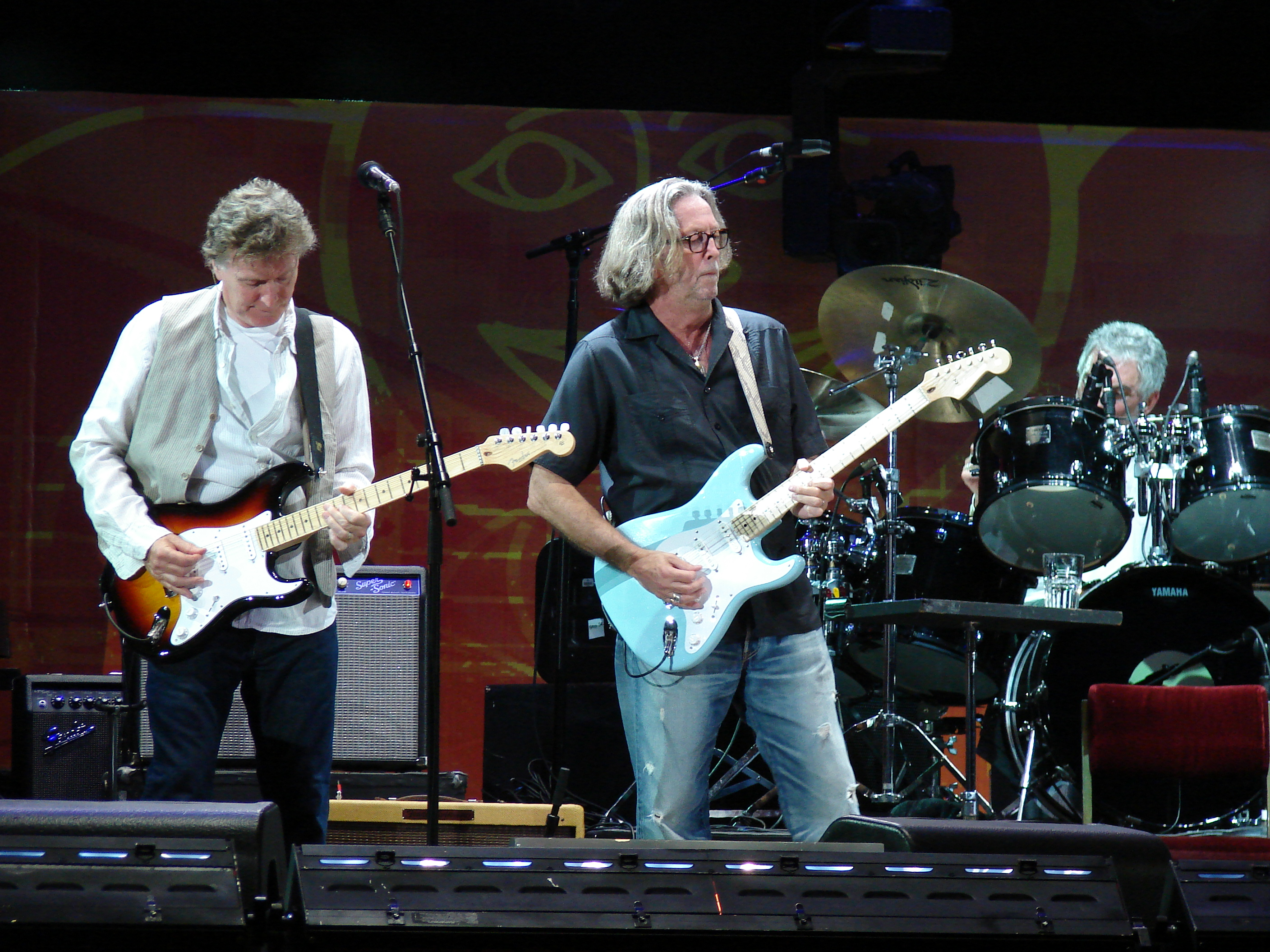
Eric Claptonnal
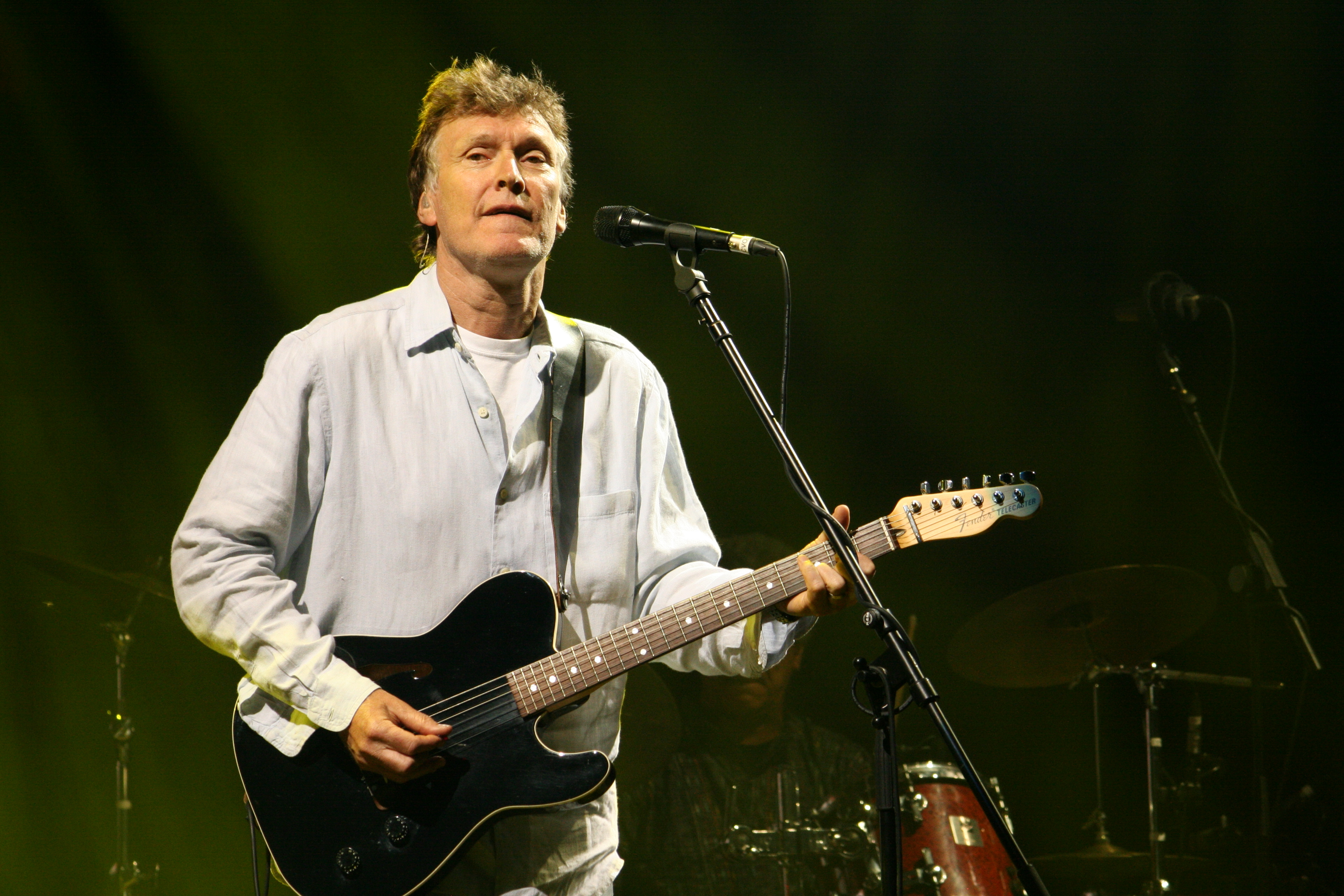
Arcképe